# Otto Fuchs (Fußballspieler)
Otto Fuchs (* 15. Februar 1893 in Wien; † 12. Oktober 1968 ebenda) war ein österreichischer Fußballspieler. Er war Besitzer einer Kunststickerei und betrieb das Fußballspielen als Amateur. Der Professionalismus wurde in Österreich erst 1924, ein Jahr nachdem Fuchs seine Karriere beendet hatte, eingeführt.

## Karriere
Fuchs spielte von 1911 bis 1923 beim Wiener Amateur-Sportverein, dem direkten Vorläufer des FK Austria Wien. Er besetzte dort die Position des rechten Läufers. 1920 und 1921 wurde er von Teamchef Hugo Meisl dreimal in das Nationalteam berufen.

## Spätere Jahre
Fuchs war während der Zeit des Nationalsozialismus wegen seiner jüdischen Abstammung Opfer von Repressalien und Verfolgung. Sein Betrieb wurde enteignet und brannte kurz vor Kriegsende ab. Er überlebte mit Unterstützung von Freunden und nichtjüdischen Verwandten in Wien.
Nach dem Zweiten Weltkrieg blieb er der Wiener Austria weiter verbunden und spielte in deren Seniorenmannschaft.